# مدار أرضي
المدار الأرضي (بالإنجليزية: Geocentric orbit)‏ هو المدار الذي يسلكه جسم ما أثناء دورانه حول الأرض.

يوجد الآن حوالي 2465 قمر اصطناعي زيادة على الآلاف من المخلفات الفضائية تدور حول الأرض. المسابر الفضائية تبدأ عادة مهمتها في مدار حول الأرض قبل مواصلة رحلتها إلى جرم سماوي آخر.

## تصنيف

### تصنيف حسب الارتفاع
- المدار الأرضي المنخفض: المدار الأرضي المنخفض، (بالإنجليزية: Low Earth orbit)‏، هو منطقة من المدار الالأرضي تصل حتى ارتفاع 2000 كلم، نجد فيه الأقمار الاصطناعية الخاصة ب الاستشعار عن بعد، الأقمار الاصناعية للإتصالات، وأيضا بعض المحطات الفضائية بما فيها محطة الفضاء الدولية. المدار الأرضي المنخفض والمدار الجغرافى الثابت لديهم اهتمام خاص من طرف العلماء خصوصا في مت يتعلق بتكاثر المخلفات الفضائية.
- المدار الأرضي المتوسط: المدار الأرضي المتوسط،(بالإنجليزية: Medium Earth Orbit)‏، هو منطقة من الفضاء حول الأرض بين 2000 و786 35 كلم من الارتفاع عن الأرض أي أعلى من المدار الأرضي المنخفض وتحت المدار الجغرافى الثابت.
- المدار الأرضي الجغرافي المتزامن: المدار الأرضي الجغرافي المتزامن، (بالإنجليزية: Geosynchronous Orbit)‏، هو المدار الذي يدور فيه القمر الاصطناعي في نفس اتجاه كوكب الأرض (من الغرب إلى الشرق) حيث فترته المدارية-المدة التي يستغرقها ليدور دورة كاملة حول الأرض- تساوي فترة دوران الأرض حول نفسها (حوالي 23 ساعة 56 دقيقة 4 (1) ق). هذا المدار لديه نصف المحور الرئيسي حوالي 42 200 كم.
- المدار الأرضي المرتفع: المدار الأرضي المرتفع، (بالإنجليزية: (High Earth Orbit)‏، هو المدار الأرضي الذي أول نقطة تنتمي إله تقع فوق المدار الأرضي الجغرافي المتزامن، أي عن بعد 35786 ميل.

### تصنيف حسب الميل (الانحدار)
مدار مائل هو مدار مائل بالنسبة ل خط الاستواء
- المدار القطبي: قمر اصطناعي في مدار قطبي يدور فوق قطبي كوكب (أو جرم سماوي آخر) كل فترة دورانية. إنه يدور حول جرم بميل مرتفع، حوالي 90 درجة تقريبا، مما يجعله مثيرا للاهتمام من أجل ملاحظة الأرض. عادة ما يكون ارتفاعه منخفض جدا، حوالي 700 كيلومتر.
- المدار المتزامن مع الشمس:المدار المتزامن مع الشمس هو مدار يتم اختيار ارتفاعه وزاوية ميلان بحيث تبقى الزاوية بين اتجاه الشمس ومستواه ثابتة تقريبا. القمر الاصطناعي في مثل هذا المدار يدور فوق نقطة معينة على سطح الأرض في نفس الساعة الشمسية المحلية.